# Jean Alexandru Steriadi
Jean Alexandru Steriadi (* 29. Oktober 1880 in Bukarest; † 23. November 1956 ebenda) war ein rumänischer Maler und Grafiker.

## Leben
Steriadi studierte von 1897 bis 1901 an der Școala de Arte Frumoase in Bukarest, danach bis 1903 an der Akademie der Bildenden Künste in München, wo er Schüler von Wilhelm von Diez, Gabriel von Hackl, Heinrich Wolff und Ernst Neumann war. Von 1903 bis 1906 hielt er sich in Paris auf, wo er an der Académie Julian Kurse bei Jean-Paul Laurens belegte und Unterricht bei Lucien Simon nahm.
1906 hatte er seine erste Einzelausstellung im Ateneul Român in Bukarest. Er wurde Präsident der Gesellschaft Tinerimea Artistică und Professor für Malerei, Design und Grafik an der Școala de Arte Frumoase. Stereadi wurde als Maler von Porträts zeitgenössischer Dichter und Maler wie Alexandru Macedonski, Alexandru Vlahuță und Ștefan Luchian ebenso bekannt wie als Lithograf und Karikaturist. Eines seiner letzten Werke war ein Selbstporträt, das er 1956 vollendete.
Ein bedeutender Schüler Steriadis war Ion Bitzan.

## Werke (Auswahl)
- Istoricul Gheorghe Bratianu
- Colectionarul K. Zambaccian citind
- Portretul mamei mele
- Cap de evreu batran
- Evreu cu umbrela
- Alexandru Macedonski
- Corabii in port
- Mahoanele parasite

| Personendaten    | Personendaten                  |
| ---------------- | ------------------------------ |
| NAME             | Steriadi, Jean Alexandru       |
| KURZBESCHREIBUNG | rumänischer Maler und Grafiker |
| GEBURTSDATUM     | 29. Oktober 1880               |
| GEBURTSORT       | Bukarest                       |
| STERBEDATUM      | 23. November 1956              |
| STERBEORT        | Bukarest                       |